# Resistenza Nazionale Mozambicana
Resistenza Nazionale Mozambicana (in portoghese: Resistência Nacional Moçambicana - RENAMO) è un partito politico del Mozambico di orientamento conservatore fondato nel 1975 nello Stato comunista della Repubblica Popolare del Mozambico. Ha combattuto contro il FRELIMO nella lunga guerra civile che ha interessato il paese tra il 1975 e il 1992.

## Storia
Il Portogallo nel 1974 annunciò che avrebbe avviato una transizione politica in Mozambico contemporaneamente alle elezioni multipartitiche prima dell'indipendenza, ma il FRELIMO condannò la proposta. La dirigenza di quel partito, guidata da Samora Machel, ribatté che era l'unico rappresentante legittimo del popolo mozambicano e chiese che gli fosse consentito di prendere il potere direttamente, senza elezioni multipartitiche. All'inizio di settembre 1974, il Portogallo annunciò che avrebbe accolto la richiesta del FRELIMO, che fu il partito unico e il cui leader divenne presidente.
Il RENAMO fu allora fondato nel 1975, come movimento di guerriglia anti-comunista e sostenuto dai servizi segreti dell'allora Rhodesia in rappresaglia dell'appoggio che il nuovo governo socialista mozambicano del Frelimo dava ai guerriglieri anti-governativi rhodesiani. La decisione portoghese di effettuare un trasferimento diretto del potere al FRELIMO, senza un referendum locale o elezioni, era stata infatti accolta con trepidazione dal Sudafrica e dalla Rhodesia.
Il primo leader della formazione fu André Matsangaissa, già dirigente del Frelimo, che cadde in combattimento il 17 ottobre 1979. Dopo la scomparsa della Rhodesia il movimento fu sostenuto dal Sudafrica in rappresaglia all'appoggio che il Mozambico dava all'ANC. Divenuto partito nel maggio 1977, e assunto il nome attuale di Resistência Nacional Moçambicana, è stato quindi guidato da Afonso Dhlakama dall'ottobre 1979 fino alla sua morte, avvenuta il 3 maggio 2018. Con gli accordi di Nkomati del 1984 Sud Africa e Mozambico si impegnarono a non sostenere i movimenti guerriglieri nel Paese vicino. Tali accordi (a differenza di uno analogo tra Sud Africa ed Angola) furono solo formalmente rispettati dal Sud Africa che continuò a finanziare il RENAMO.
La sopravvivenza e la successiva espansione furono un risultato notevole per un movimento che in origine era stato creato a tavolino da un servizio segreto straniero di uno Stato che non esisteva più (la Rhodesia) e che dopo il 1984 con la sostanziale cessazione dell'appoggio sudafricano si ritrovò privo di qualsiasi sostegno esterno significativo. Il 19 maggio 1987 il giornalista italiano Almerigo Grilz cadde colpito da una pallottola mentre stava riprendendo un combattimento tra il RENAMO ed il FRELIMO. Egli non cadde in un agguato, ma durante un combattimento che lui volontariamente stava cercando di documentare di persona proprio sulla linea del fuoco. Il suo cadavere non trasportabile, in quel contesto di guerra, fu sepolto dalla RENAMO sul posto.
Con la fine della guerra fredda, grazie agli accordi di pace di Roma dell'ottobre 1992 firmati dal presidente Joaquim Chissano e dal capo della Renamo, Afonso Dhlakama si avviò il percorso di pace e nuove elezioni democratiche, sostenuto dall'Onu, con la missione ONUMOZ (United Nations Operation in Mozambique) che terminò nel dicembre 1994. Successivamente il RENAMO è diventato un partito politico che partecipò alla elezioni Mozambicane. Alle prime del 1994 ottenne il 37.78%, ma superato dal FRELIMO che ebbe il 44.33%.
La pace si ruppe nell’ottobre del 2013, quando la base Renamo di Sathundjira, venne attaccata dall’esercito per colpire Dhlakama.
Il 1º agosto 2019 si giunse alla firma dei terzi accordi di pace, firmati dal presidente mozambicano Filipe Nyusi e dal nuovo leader di Renamo, Ossufo Momade, pose fine a un lungo processo negoziale avviato da Alfonso Dhlakama. Ma alcuni dei suoi combattenti hanno rifiutato i termini di questo trattato e si sono rifiutati di arrendersi. Il leader di questa fazione, Mariano Nhongo definisce il suo gruppo armato “giunta militare RENAMO”. Chissinga, a giugno, in un video con miliziani armati di kalashnikov, ha accusato Momade di essere una spia ed ha minacciato di ucciderlo se non si dimette dal partito. Pochi giorni prima della firma degli accordi, il 25 luglio, lo ha accusato di isolare gli ufficiali vicini al defunto Afonso Dhlakama ed ha rivendicato gli attacchi verificatesi nelle regioni centrali del Paese.
Questa situazione portò il partito a scendere alle elezioni generali del 2019 dal 32 al 22 per cento, per crollare alle elezioni del 2024 al 5,81%.

## Loghi

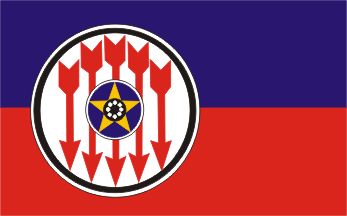
Prima versione
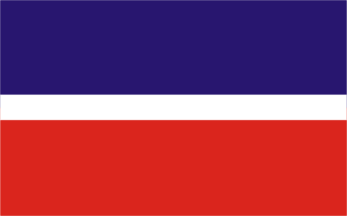
Seconda versione
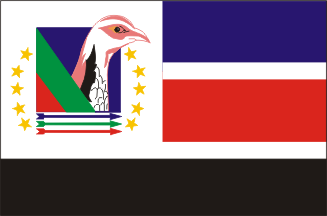
Terza versione

## Risultati elettorali
| Anno              | Voti      | %     | Seggi    |
| ----------------- | --------- | ----- | -------- |
| Parlamentari 2004 | 905 289   | 29,73 | 90 / 250 |
| Parlamentari 2009 | 688 782   | 17,68 | 51 / 250 |
| Parlamentari 2014 | 1 495 137 | 32,46 | 89 / 250 |
| Parlamentari 2019 | 1 351 659 | 22,28 | 60 / 250 |